# LFG V-19
Le LFG V-19 est un hydravion militaire allemand de la Première Guerre mondiale. Cet avion de reconnaissance était conçu pour être lancé depuis un sous-marin.

### Aéronefs comparables
- Hansa-Brandenburg W.20
- Caspar U.1
- Cox-Klemin XS
- Marcel Besson MB-35
- Marcel Besson MB-411